# Crocidura macmillani
Crocidura macmillani är en däggdjursart som beskrevs av Guy Dollman 1915. Crocidura macmillani ingår i släktet Crocidura och familjen näbbmöss. IUCN kategoriserar arten globalt som sårbar. Inga underarter finns listade i Catalogue of Life.
Denna näbbmus lever endemisk i en bergstrakt i västra Etiopien. Utbredningsområdet ligger 1220 till 1930 meter över havet. Arten vistas i fuktiga bergsskogar samt i savanner med högt gräs och med träd eller buskar av släktena Terminalia och Combretum.
Individerna blir 73 till 87 mm långa (huvud och bål), har en 52 till 57 mm lång svans och väger cirka 8 g. De har ungefär 14 mm långa bakfötter och cirka 9 mm långa öron. Håren på ovansidan är grå nära roten och svartbrun vid spetsen vad som ger en mörk gråbrun till svartbrun färg. Undersidan är täckt av mörkgrå päls. Dessutom är svansen uppdelad i en svartgrå ovansida och en något ljusare grå undersida. Crocidura macmillani har liksom andra näbbmöss från centrala Etiopien en avplattad skalle.